# Chorebus gentianellus
Chorebus gentianellus är en stekelart som beskrevs av Griffiths 1967. Chorebus gentianellus ingår i släktet Chorebus och familjen bracksteklar. Inga underarter finns listade i Catalogue of Life.